# Zammerbergstraße
De Zammerbergstraße (L311) is een 2,24 kilometer lange Landesstraße (lokale weg) in het district Landeck in de Oostenrijkse deelstaat Tirol. De weg is een zijweg van de Tiroler Straße (B171) en zorgt voor een verbinding vanaf deze weg in Zams met de kern Lahnbach op de Zammerberg (gemeente Zams). Het beheer van de straat valt onder de Straßenmeisterei Landeck/Zams.
De weg is in beide richtingen verboden toegang voor autobussen langer dan twaalf meter.